# František Bojničan
Mgr. František Bojničan (* 6. března 1960, Hlohovec) je slovenský karikaturista a fotograf.

## Životopis
Původním povoláním je fotograf. Žije v Hlohovci, kde i tvoří. Pracoval postupně jako fotograf, výtvarník, dělník a nakonec státní zaměstnanec. Při zaměstnání podnikal a dělal reklamního manažera.
První kresbu uveřejnil v roce 1976 v podnikovém časopise, pak kreslil pro různé noviny okresního formátu. V roce 1992 měl první větší výstavu spojenou s vernisáží. V tomto roce se stal jeho „kmotrem“ známý karikaturista Miro Ďurža, se kterým v roce 1993 i vystavoval. K tomuto termínu se váže i vznik „Povážského čtyřlístku“. Byl členem Sdružení karikaturistů na Slovensku FORMÁT od jeho založení v roce 1990 až do jeho zániku v roce 1994, v současnosti je členem sdružení karikaturistů UZEL. Patří k „Považskému čtyřlístku“ karikaturistů (Haring, Pavlík, Ďurža, Bojničan). Je členem Sdružení výtvarných umělců západního Slovenska. Je ředitelem bienále kresleného humoru „Fraštacký trn“ v Hlohovci, jehož komisařem je od založení karikaturista, epigramatik a psycholog Vojta Haring. V roce 2001 ukončil Pedagogickou fakultu Univerzity Komenského v Bratislavě – obor: vychovatelství, speciální pedagogika. Je jeden ze zakládajících členů „KNP“ (Klub nespravedlivě plešatých).
Za svá výtvarná díla (i fotografie) dostal řadu ocenění, z toho za karikatury přes třicet cen.

## Publikace

### Časopisy a noviny
- Afrodita
- Aréna
- Auto magazín
- Bumerang
- Buno
- Danubius
- Ex-hlásnik
- For-men
- Gama magazín
- Herold
- Hlas Drôtovne
- Hlohovský kuriér
- Huncút
- Chýrnik
- Kocúrkovo
- Krížovkár
- Lišiak
- Luskáčik
- Ľudové noviny
- Mierovák
- Mladé rozlety
- Nitrianske noviny
- Nitriansky hlásnik
- Noviny okresu Hlohovec
- Nový čas
- Piešťany revue
- Pravda (slovenský deník)
- Rehotník
- Roháč
- Roľnícke noviny
- Slobodný piatok
- Slovenská brána
- Sme (deník)
- Stop ATM
- Tabu
- Tele plus
- Titan
- Trnky – brnky (CZ)
- Trnavský hlas
- Woloviny bez ofiny
- Zatykač
- Zmena na nedeľu
- Život
- Život v Hlohovci
- Tapír

## Ocenění
- 1. místo – Nitra: Corgoň, 1992
- 2. místo – Nitra: Corgoň, 1995
- 3. místo – Piešťany – PMDD, 1996
- Čestné uznání– Brezno: O Bomburovu šabľu, 1996
- 1. místo – Hlohovec: Fraštacký tŕň, 1996
- 3. místo – Banská Štiavnica, 1997
- 2. místo (cena diváka) Piešťany: PMDD, 1997
- Special Prize of Municipality of Metropolis Izmir – Turecko, 1997
- 2. místo – Novomestský osteň, 1997
- 3. místo – Cena diváka, Piešťany: PMDD, 1998
- Čestná cena – Bratislava – TITAN-ik, 1999
- 3. místo – Nové Zámky: Usmejme sa na svet, 2000
- Cena hl. reklamného sponzora – Nové Zámky, 2001
- 1. místo (cena diváka) Piešťany: PMDD, 2001
- Čestné uznání – Novomestský osteň, 2003
- 3. místo – Piešťany: ALEX, 2004
- 1. místo – Cena diváka, Piešťany, ALEX, 2004
- Cena mediálneho partnera – Nové zámky, 2004
- Čestné uznání – Brezno: O Bomburovu šabľu, 2005
- Čestné uznání – Novomestský osteň, 2005
- 1. místo – Nové zámky, 2005
- Čestné uznání– Brezno: O Bomburovu šabľu, 2006
- Cena n.f. Úsmev, šťastie, dobrá vec - Art. pro fór – Košice, 2006
- Čestné uznání – Brezno: O Bomburovu šabľu, 2007
- Čestné uznání – Novomestský osteň, 2007
- Čestné uznání – Brezno: O Bomburovu šabľu, 2008
- 3. místo – Brezno: O Bomburovu šabľu, 2009
- 2. místo – Brezno: O Bomburovu šabľu, 2010
- Cena hl. reklamného sponzora – Nové Zámky, 2011
- Cena hlavného sponzora – Nové Zámky, 2012
- Cena hlavného sponzora – Nové Zámky, SK, 3. místo – Nové Zámky, 2013
- Cena hlavného sponzora – Nové Zámky, SK, 2. místo – Nové Zámky, 2014
- Čestné uznání – Brezno: O Bomburovu šabľu, 2017
- 2. místo – International cartoon contest – Františkovy Lázně – Česko 2018
- Čestné uznání – Brezno: O Bomburovu šabľu. SK 2019
- Čestné uznání – 16. International Comic Book a Cartoon Festival – Prinzen – Kosovo, 2019

## CD
- Cartoon / Kreslený humor – vydané v roce 2002 – první CD kresleného humoru na Slovensku. CD křtila jeho matka na výstavě Paralelní svět konané v muzeu v Hlohovci.
- Kreslení karikatur a portrétů „živě“ – Piešťany v roce 2004, 2005, 2006, 2007.